# Semmé
Semmé – miasto w Senegalu, w regionie Matam. Według danych szacunkowych na rok 2010 liczy 6 162 mieszkańców.